# Aspisoma ignitum
Aspisoma ignitum is een keversoort uit de familie van de glimwormen (Lampyridae). De wetenschappelijke naam werd voor gepubliceerd in 1767 door Linnaeus.